# 里斯本鎮區 (北卡羅萊納州桑普森縣)
里斯本鎮區（英語：Lisbon Township）是位於美國北卡羅萊納州桑普森縣的一個鎮區。

## 地方資料
里斯本鎮區的面積為97.38平方千米，皆為陸地。根據2020年美國人口普查的數據，當地共有人口1898人，而人口密度為每平方千米19.49人。